# Carabina De Lisle
La Carabina De Lisle fu un'arma britannica usata durante la Seconda guerra mondiale, la prima a montare un silenziatore integrale. La combinazione di questa caratteristica con le munizioni subsoniche calibro .45 usate la rendevano un'arma estremamente silenziosa, se non la più silenziosa mai prodotta.
La produzione ammonta a poco più di un centinaio di esemplari, visto il suo uso limitato a pochi reparti militari speciali.

## Storia
L'arma fu progettata come progetto privato da William Godfray de Lisle, che al tempo lavorava come ingegnere che lavorava all'Air Ministry. Il primo prototipo costruito era in calibro .22, e fu testato sparando a conigli e altre piccole prede attorno alla sua casa nel Berkshire. Nel 1943, de Lisle contattò Sir Malcolm Campbell delle Combined Operations per mostrargli il prototipo. L'arma fu testata sparando dal tetto dell'edificio New Adelphi a Londra direttamente nel Tamigi per vedere se la gente in strada si fosse accorta degli spari. Così non fu e i vertici delle Combined Operations furono talmente colpiti dall'arma che chiesero a de Lisle di produrne una versione in calibro 9 mm. L'arma si rivelò un fiasco, ma una nuova versione calibro .45 ACP proposta da De Lisle si rivelò più che efficace. I test mostrarono come l'arma fosse sufficientemente precisa, non producesse una fiammata visibile e fosse inudibile ad una distanza di 50 m.
Test ufficiali seguenti diedero come risultato un valore di 85,5 dB. Come paragone, basti pensare che le pistole moderne producono mediamente dai 156 ai 168 dB quando usate in condizioni normali, e dai 117 ai 140 dB quando equipaggiate con silenziatori. La silenziosità della de Lisle era comparabile a quella della pistola Welrod. Tuttavia, la Welrod era utile solo su brevissime distanze e il silenziatore era costruito con stoffa e gomma che richiedevano di essere sostituite dopo un certo numero di colpi. La de Lisle, al contrario, poteva sparare centinaia di colpi prima che si dovesse smontare per la pulizia.
Le Combined Operations ordinarono una prima produzione limitata di quest'arma e 17 esemplari furono realizzati a Ford Dagenham, con la concessione a de Lisle di poter lavorare full-time sul progetto senza doversi occupare dei suoi compiti all'Air Ministry. Questi primi modelli furono subito portati sul campo dai Commando britannici. Nel 1944 la Sterling Armaments Company fu incaricata della produzione di altre 500 carabine, ma alla fine la produzione totale non superò le 130 unità. Le carabine prodotte dalla Sterling presentano diverse differenze con gli esemplari di Ford Dagenham, prevalentemente negli organi di mira. Furono sviluppati anche due ulteriori prototipi per i paracadutisti, montando all'arma il calcio pieghevole della pistola mitragliatrice Sterling.
Per tutta la durata della Seconda guerra mondiale, la de Lisle fu usata prevalentemente dai Commando, sebbene alcuni esemplari abbiano certamente prestato servizio nel SOE (Special Operations Executive). E. Michael Burke, ex-comandante del Jedburgh Team, ha affermato che una carabina de Lisle fu usata per eliminare due ufficiali tedeschi nel 1944.
Un certo numero di de Lisle furono inviate in oriente e usate durante la Campagna della Birmania. La de Lisle fu anche usata durante la Guerra di Corea e durante l'emergenza malese. Alcuni affermano anche di aver visto la de Lisle in azione nelle mani del SAS durante i Troubles.

## Descrizione
La de Lisle è basata su un Lee-Enfield Mk III* convertito per il .45 ACP modificando castello e otturatore su cui viene poi montata una canna modificata presa dalla pistola mitragliatrice Thompson (modificata poiché quella della de Lisle ha 6 linee destrorse). L'arma viene alimentata tramite caricatori della pistola M1911 americana modificati con uno scavo nel lato posteriore che viene agganciato da una leva presente sull'arma. La caratteristica principale della de Lisle rimane però il suo silenziatore, che risulta così efficace che l'azionamento dell'otturatore produce più rumore dello sparo.
La .45 ACP fu scelta per la sua natura subsonica (quando usata su canne di lunghezza adatta). Questo permetteva di usare la munizione standard (senza caricamenti particolari) che manteneva quindi anche la sua letalità. La maggior parte dei proiettili da fucile sono supersonici e all'uscita della canna generano un boom sonico che li rende inutilizzabili per le operazioni furtive. La canna del Thompson veniva traforata per fornire un rilascio controllato dei gas di combustione nelle camere di espansione del silenziatore attorno alla canna. Questo silenziatore, 5 cm di diametro, partiva dalla culatta dell'arma e proseguiva ben oltre la canna, costituendo quindi quasi metà della lunghezza totale dell'arma e proprio le sue dimensioni erano la chiave della sua efficacia. L'MP5SD e l'AS Val sono due armi moderne che sfruttano lo stesso principio.
L'otturatore del Lee-Enfield era accorciato per l'uso di munizioni .45 ACP e il caricatore veniva modificato con un pozzo per i caricatori della M1911. La natura bolt-action dell'arma favoriva il tiratore che poteva evitare di azionare i meccanismo qualora dopo la sparo si fosse reso necessario il silenzio più assoluto. Un'arma semiautomatica avrebbe automaticamente camerato il colpo seguente (con conseguente rumore) e l'uscita del gas dall'otturatore e il tintinnio del bossolo contro le superfici dure avrebbero prodotto rumore ad ogni colpo. L'arma era indubbiamente silenziosa, ma l'ottenimento di questa caratteristica ne minava profondamente la precisione.
Il prototipo in .22 di de Lisle fu donato al National Army Museum di Londra, ma è andata persa e non si hanno sue notizie ad oggi. La Valkyrie Arms produce oggi delle riproduzioni della carabina. La Special Interest Arms ha annunciato una sua produzione (limitata) di repliche che permetterebbero di usare i caricatori della M1911 senza alcuna modifica (a differenza di quanto avveniva nell'originale).

## Utilizzatori
- Regno Unito
- Stati Uniti
- Francia libera